# Parque Natural de Despeñaperros

Despeñaperros, é um desfiladeiro escavado pelo rio Despeñaperros situado no município de Santa Elena, a norte da Província de Jaén (Espanha), declarado Parque natural pela Junta de Andaluzia numa extensão de 7.649 ha, primariamente pelos seus valores geológicos, e paisagísticos.
Trata-se de um desfiladeiro de paredes abruptas, com desníveis de mais de 500 metros de altura e muito utilizado pelo homem ao longo da história, ao ser passagem natural da Sierra Morena e ponto de conexão principal entre Andaluzia e Castela-A Mancha, ou o que é o mesmo, com o restante da Espanha. Assim, por Despeñaperros passaram sempre importantes vias de comunicação tanto por rodovia, (a auto-estrada radial A-4), como por ferrovia. O acesso ferroviário era o mais importante a toda Andaluzia (exceto a linha Mérida–Sevilha) até 1992, com a construção da linha de alta velocidade Puertollano–Córdoba (90 km a oeste).

## Geologia
Fica nos limites orientais da Sierra Morena, de orientação leste-oeste, mas que é atravessada por alguns rios orientados norte-sul, fazendo que algumas zonas da Meseta Central drenem para sul, para o rio Guadalquivir, atravessando a teórica barreira natural da Sierra Morena. Este é o caso do rio Despeñaperros que escavou este desfiladeiro, mas também o do seu afluente o rio Guarrizas, que discorre uns 11 km a leste, e que forma a cascata de Cimbarra, protegida como paragem natural. 

Por outro lado, o desfiladeiro põe ao ar parte da história geológica do contorno, paredes verticais compostas por quartzito «armoricano» de grande dureza, formado no mar faz 500 milhões anos, em princípios do Paleozóico, que posteriormente seria coberto por materiais mais modernos e que no Carbonífero (faz uns 320 milhões de anos na Orogenia hercínica por colisão continental dos continentes Laurásia e Gondwana, esmagando o continente armoricano) ficariam elevados e expostos à erosão, ficando finalmente ao descoberto aqui, assim como na Cascata de Cimbarra.
Nos estratos de quartzito «armoricano» fica às vezes ao ar livre o espetacular marulho fossilizado, como o que se observa em qualquer fundo marinho arenoso. Também ficam ao descoberto cruzianas ou rastos fósseis de organismos que deixaram a sua marca no sedimento arenoso faz cerca de 500 milhões de anos.
De entre as formações que se observam em Despeñaperros destacam-se algumas com nome próprio, como O Salto do Frade, Las Correderas, ou Os Órgãos, nos quais a quartzito foi pregado até ficar em estratos verticais, aos que a erosão dou formas de tubos pontiagudos, que evocam o órgão musical.

## História
Tanto em Despeñaperros quanto na cascata de Cimbarra e as cavernas do contorno apresentam-se importantes exemplos de pinturas rupestres neolíticas, prova do valor estratégico que este território teve como passagem obrigada de civilizações desde a Meseta Central para Andaluzia, entre as que se destacam as da "Caverna de los Muñecos" e as das "Cavernas de las Vacas del Rematoso".
A Batalha de Navas de Tolosa teve lugar em 1212 perto do desfiladeiro.